# Абсолютний Марсіанський Мисливець
«Абсолю́тний Марсіа́нський Мисли́вець» (англ. Absolute Martian Manhunter) — мінісерія коміксів про Марсіанського Мисливця, що видається DC Comics у рамках імпринту Absolute Universe. Серія створена сценаристом Денісом Кемпом та художником Хав'єром Родріґесом. Перший випуск вийшов 26 березня 2025 року. Це п'ята серія в рамках Absolute Universe та друга у другій хвилі цього імпринту після Absolute Flash, продовжена серією Absolute Green Lantern.
Ця інтерпретація розділяє людського Джона та «Марсіанина» — вони більше не одне й те саме, як у класичній версії, а окремі сутності.

## Історія публікації
У липні 2024 року оголошено про розробку серії Absolute Martian Manhunter у межах імпринту Absolute Universe. Деніс Кемп описав її як «одне з найрадикальніших переосмислень в Absolute Universe». Художник Хав'єр Родріґес створив дизайн «Марсіанина» у вигляді глиняної скульптури.
Кемп зазначив, що на створення серії вплинули такі науково-фантастичні твори, як «2001: Космічна Одіссея», а також творчість письменників Урсули Ле Ґуїн, Джеймса Балларда та передусім Томаса Пінчона, зокрема його романи «Вроджена вада» та «Виголошується лот 49». Серію він охарактеризував як «психоделічний нуар, що досліджує великі людські питання через призму особистої історії».
Спочатку планувалося випустити шість випусків, але через високий попит серію розширили до дванадцяти номерів. Усі випуски створює одна й та сама творча команда без залучення сторонніх авторів. Перший випуск отримав понад 120 000 передзамовлень у березні 2025 року.

## Сюжет
Історія зосереджена на агенті ФБР Джоні Джонсі, тіло якого захоплює інопланетна свідомість, відома як «Марсіанин». Це призводить до поступової втрати розуму та втягнення героя в міжгалактичну війну. На відміну від основної канонічної лінії, у цій версії людський Джон та «Марсіанин» є окремими істотами.

## Персонажі
- Марсіанин (Марсіанський Мисливець)
- Джон Джонс
- Бріджит Джонс
- Тайлер Джонс